# サミュエル・スマイルズ

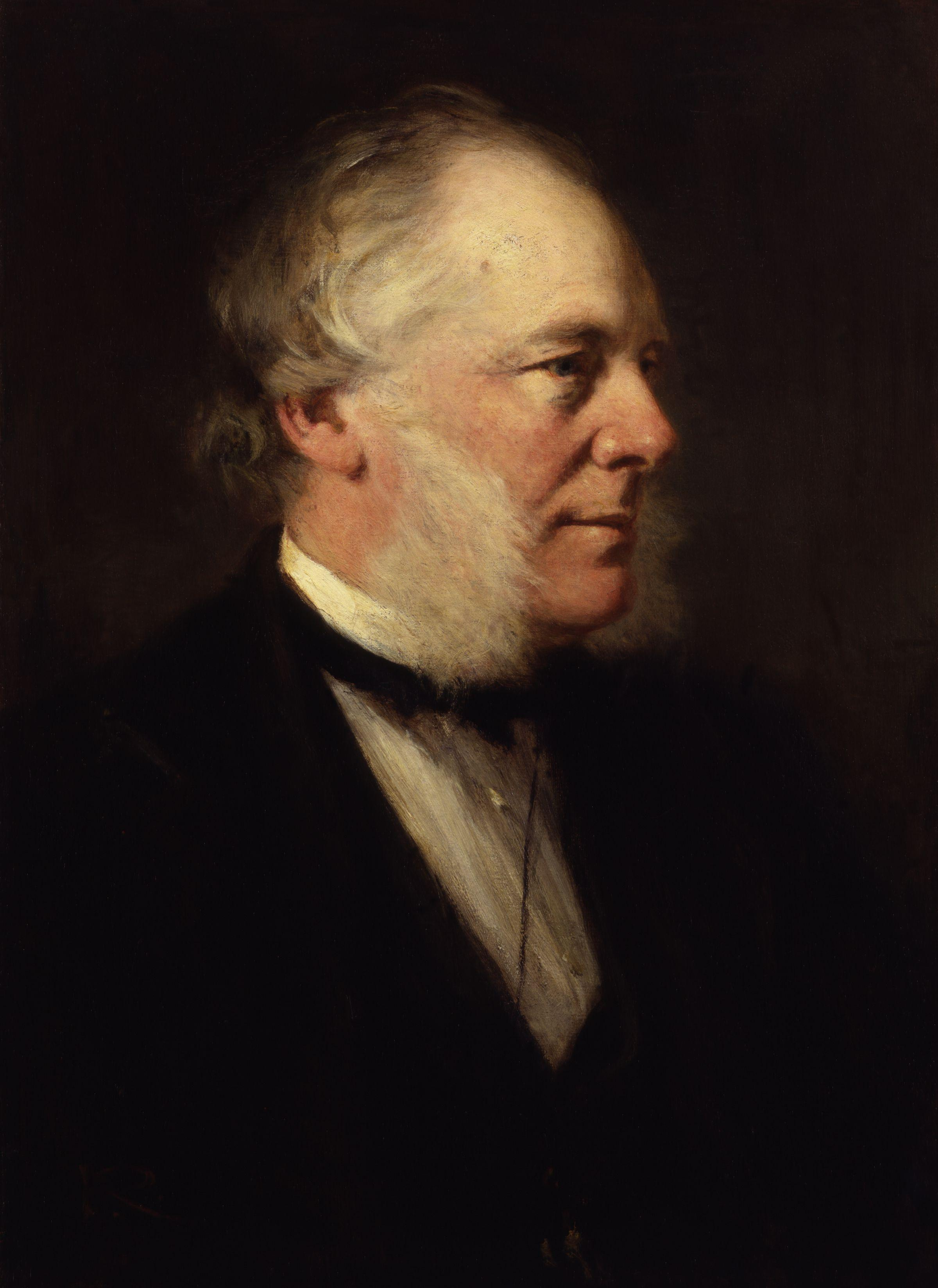
サミュエル・スマイルズ（画:ジョージ・リード)

サミュエル・スマイルズ（Samuel Smiles、 1812年12月23日 - 1904年4月16日）は、英国の作家、思想家、医者。スコットランド・ハディントン生まれ。
当初エディンバラで医者を開業したが、後に著述に専念するようになった。1859年にジョン・マレー社から出版した『自助論』（Self-Help）は、1866年江戸幕府留学生取締役として英国に留学した中村正直が、1867年発行の増訂版を用い、1871年『西国立志編』の題で邦訳し、明治維新まもない日本で出版した。その思想は福沢諭吉『学問のすすめ』とならび、近代日本の進展に大きな影響を与えたと言われている。1918年王立協会フェロー選出。
日本国内では一般に『自助論』の序文中の格言「天は自らを助くる者を助く」（Heaven helps those who help themselves. ）で広く知られている。

## 著作
- 『ジョージ・スチーブンソン伝』The Life of George Stephenson, 1857
- 『自助論』 Self-Help: With Illustrations of Character, Conduct, and Perseverance, London, 1859 （ハードカバー: ISBN 1404331565, ペーパーバック: ISBN 0199552452, 電子書籍: ISBN B0002ZKVIE）
- Lives of the Engineers, London, 1862, 5 vol.
- 『人格論』 Character, London, 1871 （ハードカバー: ISBN 1421901560, ペーパーバック: ISBN 1406805793, 電子書籍: ISBN B0002ZKROC）
- 『節約論』 Thrift, London, 1875（ハードカバー: ISBN 1103427652, ペーパーバック: ISBN 1406805874）
- 『義務』Duty: With illustrations of courage, patience and endurance, London, 1880（ハードカバー: ISBN 1443736899, ペーパーバック: ISBN 140679855X）
- Life and Labour, London, 1887

## 現行での訳書
- 中村正直（翻訳）『西国立志編』講談社学術文庫、1981年 ISBN 4061585274
- 竹内均（翻訳）『自助論――人生の師・人生の友・人生の書』三笠書房 ISBN 4837956300
- 竹内均（翻訳）『スマイルズの世界的名著 自助論――深く考える習慣が、自分の限界を破る！』三笠書房 知的生きかた文庫 ISBN 483797239X
- 竹内均（翻訳）『向上心――すじ金入りの自分論』三笠書房 ISBN 4837956432
- 竹内均（翻訳）『向上心 運命のカベを破る人になれ』三笠書房 知的生きかた文庫 ISBN 4837901891
- 竹内均（翻訳）『人生成功!努力の法則――「自分の生き方」を持っている人は強い！』三笠書房 ISBN 4837954561
- 竹内均（翻訳）『自己実現の方法』三笠書房 知的生きかた文庫 ISBN 4837903134
- 本明寛（翻訳）『探求心――仕事と生きがいについて』三笠書房 知的生きかた文庫 ISBN 4837900062
- 中村正直（翻訳）、渡部昇一・宮地久子（現代語訳）『自助論　西国立志編　努力は必ず報われる』幸福の科学出版〈教養の大陸BOOKS〉、2009年10月。（上）ISBN 978-4-86395-000-9／（下）ISBN 978-4-86395-001-6
- 中村正直 訳『現代語訳 西国立志編 スマイルズの『自助論』』金谷俊一郎（現代語訳）、PHP研究所〈PHP新書856〉、2013年3月15日。ISBN 978-4-569-80119-3。